# Сент-Люсия на летних Олимпийских играх 2008
Сент-Люсия принимала участие в Летних Олимпийских играх 2008 года в Пекине (Китай) в четвёртый раз за свою историю, но не завоевала ни одной медали. Сборную страны представляли 3 женщины.